# IC 4441
IC 4441 — галактика типу SBbc (компактна витягнута галактика) у сузір'ї Вовк.
Цей об'єкт міститься в оригінальній редакції індексного каталогу.